# Go to school
Go to school is het tweede studioalbum van het Amerikaanse duo The Lemon Twigs, bestaande uit de broers Brian D’Addario en Michael D’Addario uit Long Island, New York. Het is een rockmusical met in de hoofdrol de chimpansee Shane die wordt geadopteerd door een kinderloos echtpaar, wat uiteindelijk leidt tot een rampzalige ontknoping. 

## Muziek
De muziek op dit album doet onder meer denken aan the Beatles, Queen, Sparks,  the Kinks en Big Star.  Het is erg afwisselend, fragmentarisch, met soms bombastische zang en harmonieuze koortjes, glamrock en muziek uit de jaren ‘20 en ’30 van de twintigste eeuw. 
De openingstrack Never in my arms, always in my heart is een rocknummer, evenals This is my tree. Born wrong/heart song en The lesson hebben o.a. elementen uit traditionele musicals. The Bully is een Zuid-Amerikaanse bossanova-song. Fire is de climax van het verhaal en eindigt in een kakofonische geluidsbrij. 

## Tracklist
Alle nummers op dit album zijn geschreven door de broers D’Addario.
1. Never in my arms, always in my heart - 2:59
2. The student becomes the teacher- 3:09
3. Rock dreams - 5:39
4. The lesson – 3:13
5. Small victories – 3:56
6. Wonderin’ ways – 2:46
7. The bully – 3:44
8. Lonely – 3:41
9. Queen of my school – 4:40
10. Never know – 3:47
11. Born wrong/heart song – 3:14
12. The fire – 6:05
13. Home of a heart the woods – 4:11
14. This is my tree – 3:32
15. If you give enough – 3:08
16. Go to school – 1:17

## Muzikanten
Brian (21 jaar) en Michael (19)  zijn opgegroeid met rock en pop muziek. Hun vader  Ronnie D’Addario is een sessiemuzikant en songwriter, hun moeder Susan Hall zingt o.a. op het album Greendale van Neil Young en heeft veel samengewerkt met de zanger Moon Martin. Op dit album doen beide ouders mee. Hall zingt de rol van de moeder. De rol van de vader wordt gezongen door de Amerikaanse muzikant en producer Todd Rundgren, die vooral in de jaren zeventig bekend was.  De Amerikaanse zangeres Nathalie Mering is ook bekend onder de naam Weyes Blood. Jody Stephen was drummer bij de voormalige band Big Star. Danny Ayala is een oud-schoolvriend van de broers en speelt al jaren met hen samen. 
- Brian D’Addario: banjo, bas, cello, dubbele bas, drums, gitaar, mandoline, orgel, piano, percussie, zang, arrangementen, orkestratie
- Michael D’Addario: banjo, bas, drums, gitaar, klokkenspel, percussie, piano, zang
- Ronnie D’Addario:  zang (tracks 1 en 13)
- Susan Hall: zang (tracks 3 en 12)
- Todd Rundgren: zang (tracks 3 en 12)
- Thomas Murphy: (tracks 7 en 12)
- Nathalie Mering: zang (track 12)
- Danny Ayale: zang (track 13)
- Jody Stephens: drums (track 2)
- Dale Struckenbruck: teremin (track 15)
- Strijkerssectie (tracks 1 tm 15): Adam Adler, Eric Allen, Rachel Krieger, Dan Lamas, Allee Levine, Amy Noll, Benjamin Sher
- Blazerssectie (tracks 1 tm 15): Austin Alianello, Rich Bomzer, Cameron Carrelle, Greg D’Angelis, Josh Dickerson, Joshua Kinney, Brad Mulholland, Katie Seheele, Alex Slomka

## Album
Het album Go to school van The Lemon Twigs is uitgebracht op 24 augustus 2018 op het label 4AD. Het is opgenomen in de studio die gebouwd is in de kelder onder het ouderlijk huis van Michael en Brian D’Adderio. Het is geproduceerd door de beide broers, die het ook zelf gemixt hebben. Hun vader was assistent geluidstechnicus en opnamecoördinator. De plaat is gemasterd door Scott Hull in Masterdisk Studio (New York) en Sterling Sound (New Jersey).
Op de albumhoes staat een kleurige tekening van een chimpansee op een wereldbol. Op verre afstand van die aap staan twee mensen (de adoptieouders). De hoes is ontworpen door Evan Laffer en de fotografie is verzorgd door Olivia Bee. 